# Компче (Каліфорнія)
Компче (англ. Comptche) — переписна місцевість (CDP) в США, в окрузі Мендосіно штату Каліфорнія. Населення — 167 осіб (2020).

## Географія
Компче розташований за координатами 39°15′54″ пн. ш. 123°35′23″ зх. д. / 39.26500° пн. ш. 123.58972° зх. д. (39.265134, -123.589715).  За даними Бюро перепису населення США в 2010 році переписна місцевість мала площу 2,99 км², уся площа — суходіл.

## Демографія
Згідно з переписом 2010 року, у переписній місцевості мешкало 159 осіб у 67 домогосподарствах у складі 39 родин. Густота населення становила 53 особи/км².  Було 83 помешкання (28/км²).
Расовий склад населення:
| - 91,8 % — білих - 0,6 % — корінних американців - 0,6 % — азіатів - 3,1 % — осіб інших рас |

До двох чи більше рас належало 3,8 %. Частка іспаномовних становила 6,3 % від усіх жителів.
За віковим діапазоном населення розподілялося таким чином: 22,0 % — особи молодші 18 років, 64,2 % — особи у віці 18—64 років, 13,8 % — особи у віці 65 років та старші. Медіана віку мешканця становила 47,3 року. На 100 осіб жіночої статі у переписній місцевості припадало 127,1 чоловіків;  на 100 жінок у віці від 18 років та старших — 110,2 чоловіків також старших 18 років.
Цивільне працевлаштоване населення становило 57 осіб. Основні галузі зайнятості: роздрібна торгівля — 29,8 %, науковці, спеціалісти, менеджери — 29,8 %, будівництво — 28,1 %.